# Phanerochaetales
Phanerochaetales is een botanische naam voor een orde van schimmels. 
- orde Phanerochaetales:
  - familie Phanerochaetaceae